# Canal de l'Eure
Il canal de l'Eure, fu un canale artificiale creato in Francia per aggiungere acqua alle insufficienti riserve per i giardini della reggia di Versailles.
Il canale venne progettato per Luigi XIV di Francia dal suo ingegnere militare Vauban, sulla base di progetti preliminari presentati da Philippe de La Hire. La popolazione del villaggio di Versailles moltiplicò di dieci volte nel primo decennio della residenza della corte alla reggia ed avendo esaurito le locali fonti d'acqua nei pressi della reggia, Louvois, per ordine del re, organizzò la costruzione del canal Louis XIV, che difatti non venne mai inteso come navigabile, della lunghezza totale di 80 chilometri.
Le acque del fiume Eure vennero deviate all'altezza di Pontgouin e vennero condotte verso Etang de la Tour, oggi nel dipartimento di Yvelines. Il progetto, rovinosamente dispendioso, venne portato avanti per cinque anni dal 1685 al 1690 ma mai completato. Passando per i giardini del castello di Maintenon, acquistato da Madame de Maintenon nel 1675, il lavoro si bloccò poco più avanti con un passaggio ad acquedotto ancora oggi visibile in ruderi. L'opera era colossale e come ricordò lo stesso François-René de Chateaubriand si presentava come "un lavoro degno di Cesare".